# Pablo Peirano
Pablo Peirano Pardeiro (21 de enero de 1975, Montevideo, Uruguay) es un exfutbolista y director técnico de fútbol uruguayo. Dirige a Nacional de Primera División de Uruguay.

## Trayectoria

### Como jugador
Peirano nació en Montevideo, se formó las divisiones menores del Danubio Fútbol Club donde también debutó.  También estaría al servicio del Tacuarembó, Racing de Montevideo, Paysandú Bella Vista, Cerro, Juventud Las Piedras y Boston River, donde se retiró a los 35 años.
Su única experiencia internacional la tuvo en el modesto Centauros Villavicencio de Colombia en 2003, en el equipo llanero llegó a petición del entrenador Luis Cubilla aunque este nunca asumió oficialmente el cargo por discrepancias con la dirigencia y terminó bajo las órdenes de Diego Umaña. 

### Como entrenador

#### Segundo entrenador
En 2010 inicia su carrera siendo segundo entrenador de la Selección de fútbol sub-20 de Uruguay, logrando el segundo puesto en la Copa Mundial de Fútbol Sub-20 de 2013. En 2014 tuvo un breve paso por el Club Nacional de Uruguay, de donde llega a Independiente Santa Fe de Colombia y obtiene la Copa Sudamericana 2015. Finalmente, en 2016, llega al Al-Arabi de Catar, donde termina su etapa como segundo entrenador.

#### Entrenador

##### Racing Club de Montevideo
En 2017 dirigió al Racing Club de Montevideo, siendo su primera campaña como director técnico. Dirigió desde la fecha 13 tras la salida de Ney Morales. Quedó en el puesto 10 sin llegar a un torneo internacional 

##### Danubio Fútbol Club
En 2018 llegó al Danubio FC, haciendo una buena campaña y llevando al club a la fase 2 de la Copa Libertadores 2019. No renovó su contrato para la temporada 2019 y se fue del club.

##### Carlos A. Mannucci
En 2019 tras la salida de José Soto del equipo después de la derrota 3-2 ante Sport Boys, fue contratado por Carlos A. Mannucci para revertir los malos resultados del club. Esa temporada quedaron en el puesto 10 en el acumulado sin clasificar a algún torneo internacional.
En 2020 continuó en el club, logrando hacer una buena campaña, quedando en el puesto 5 del acumulado y clasificando por primera vez al club trujillano a un torneo internacional. Debido a estos resultados, fue renovado por el cuadro "carlista".

##### Cusco FC
En abril de 2022, el equipo peruano oficializó su llegada, ya en 2023, las directivas del equipo decidieron confiar en Peirano, sin embargo, tras malos resultados, en septiembre de 2023, tras la derrota frente a Deportivo Garcilaso, dejaría de ser el entrenador del Cusco FC

##### Independiente Santa Fe
El 9 de octubre de 2023, se oficializó su vinculación con el equipo colombiano, después de que en 2015, Peirano fue asistente técnico de Santa Fe, de Gerardo Pelusso.
En el Torneo Apertura 2024 llega hasta la final perdi[endola en la tanda de penaltis frente al Atlético Bucaramanga. 
En 2025, el Santa Fe de Peirano clasificaría a la Copa Libertadores de ese año, pero el equipo cardenal sería eliminado en la segunda ronda del torneo después de un agónico partido de vuelta contra Deportes Iquique, que perdería en la tanda de penales.
Después de un decepcionante inicio en el Torneo Apertura 2025 y la derrota contra Iquique, Peirano fue despedido de su cargo el 26 de febrero de 2025, después de un comunicado por la directiva del club.

##### Club Nacional de Fútbol
En abril de 2025, tras la salida de Martín Lasarte del club, Peirano retorna a Uruguay a dirigir al Nacional de Uruguay.

## Clubes

### Como jugador
| Club                    | País                | Año                 | Partidos | Goles |
| ----------------------- | ------------------- | ------------------- | -------- | ----- |
| Danubio                 | Uruguay             | 1992-1998           | 50       | 0     |
| Tacuarembó              | Uruguay             | 1999                | 26       | 1     |
| Racing Montevideo       | Uruguay             | 2000-2001           | 38       | 1     |
| Paysandú Bella Vista    | Uruguay             | 2002                | 20       | 0     |
| Centauros Villavicencio | Colombia            | 2003                | 22       | 0     |
| Cerro                   | Uruguay             | 2003-2005           | 52       | 0     |
| Juventud Las Piedras    | Uruguay             | 2006-2007           | 70       | 1     |
| Boston River            | Uruguay             | 2009-2010           | 22       | 1     |
| Total en su carrera     | Total en su carrera | Total en su carrera | 300      | 4     |

### Como segundo entrenador
| Club           | País     | Año       | AT de:          |
| -------------- | -------- | --------- | --------------- |
| Uruguay Sub-20 | Uruguay  | 2010-2013 | Juan Verzeri    |
| Club Nacional  | Uruguay  | 2014      | Gerardo Pelusso |
| Santa Fe       | Colombia | 2015-2016 | Gerardo Pelusso |
| Al-Arabi SC    | Catar    | 2016      | Gerardo Pelusso |

### Como director técnico
| Club                      | Desde                   | Hasta                    | PJ  | PG  | PE | PP | Efectividad |
| ------------------------- | ----------------------- | ------------------------ | --- | --- | -- | -- | ----------- |
| Racing Club · Uruguay     | 3 de mayo de 2017       | 7 de diciembre de 2017   | 24  | 9   | 6  | 9  | 45.83%      |
| Danubio F.C. · Uruguay    | 20 de diciembre de 2017 | 13 de diciembre de 2018  | 37  | 15  | 12 | 10 | 51.35%      |
| Carlos A. Mannucci · Perú | 27 de mayo de 2019      | 6 de noviembre de 2021   | 76  | 32  | 22 | 22 | 51.76%      |
| Cusco Fútbol Club · Perú  | 13 de abril de 2022     | 19 de septiembre de 2023 | 51  | 30  | 10 | 11 | 65.36%      |
| Santa Fe · Colombia       | 9 de octubre de 2023    | 26 de febrero de 2025    | 70  | 29  | 20 | 21 | 50.95%      |
| Nacional · Uruguay        | 7 de abril de 2025      | presente                 | 21  | 16  | 2  | 3  | 79.36%      |
| Consolidado Total         | Consolidado Total       | Consolidado Total        | 279 | 131 | 72 | 66 | 55.55%      |

## Palmarés

### Como entrenador

#### Campeonatos nacionales
| Título | Club     | País | Año  |
| ------ | -------- | ---- | ---- |
| Liga 2 | Cusco FC | Perú | 2022 |